# Calles y plazas de Cádiz
Calles y plazas de Cádiz es una obra de Guillermo Smith Somariba, publicada por primera vez en 1913.

## Descripción
Subtitulada «apuntes acerca del origen de sus nombres y de sus variaciones» y de 445 páginas, salió de la imprenta de M. Álvarez en 1913. Tenía por objetivo, según apuntaba Jerónimo Bécker y González en una crítica remitida a la Real Academia de la Historia, «dar á conocer las vicisitudes por que han pasado las calles y plazas de Cádiz, nombre que sucesivamente han tenido éstas, significado de cada uno de ellos, y casas y calles que han desaparecido para dar lugar á nuevas vías ó al ensanche de las existentes». Estaba inspirada en Nombres antiguos de las calles y plazas de Cádiz (1857), de Adolfo de Castro.